# Tanja Godina
Tanja Godina, slovenska plavalka, * 21. september 1970, Maribor.
Tanja Godina je za Slovenijo nastopila na Poletnih olimpijskih igrah 1992 v Barceloni, kjer je dvakrat osvojila 41. mesto, v disciplinah na 100 in 200 m hrbtno.